# Reconocimiento óptico de marcas
Reconocimiento óptico de marcas (también conocido como OMR por sus siglas en inglés) es el proceso de capturar datos de marcas (hechas por humanos) desde documentos, como encuestas o exámenes.

## Bases
Muchos dispositivos tradicionales funcionan con un escáner dedicado, que barre con un haz de luz la superficie. La reflectividad de posiciones predefinidas en la página es utilizada para detectar las marcas.
Algunos dispositivos usan formularios pre-impresos en papel translúcido a ciertas frecuencias. Midiendo cuanta luz pasa a través del papel, de modo que una marca (sin importar el lado) reduce la cantidad de luz que pasa a través del mismo.
En contraste con los dispositivos dedicados, el software para equipos de escritorio permite crear formularios en papel normal, y permite utilizar un método de adquisición de imágenes barato, como puede ser un escáner o cámara digital.
Se distingue del Reconocimiento óptico de caracteres en que no se necesita un reconocimiento de patrones complejo, es decir, existe poca probabilidad de leer incorrectamente. Por otra parte, requiere que la imagen tenga alto contraste y una forma fácil de reconocer. Un campo relacionado es el de reconocimiento de código de barras.
Una de las aplicaciones más comunes del OMR es el de exámenes múltiple opción en las universidades.
Generalmente, el diseño de los formularios es cuidadoso, con el objetivo de minimizar ambigüedades.
Dado su baja tasa de errores, bajo costo y facilidad de uso, es un método popular para encuestas y votaciones.
El uso de OMR no está limitado a escuelas o agencias de recolección de datos; muchas empresas y agentes gubernamentales lo usan en sus procesos de entrada de datos para mitigar los errores.

## Software
La necesidad de software se originó debido al alto costo económico del equipo y papel. En contraste, el software permite diseñar formularios a medida en cuestión de minutos, imprimirlos y escanearlos usando una hardware convencional.
Hoy día existe variedad de software libre disponible.

## Historia
Hoy día es usado como dispositivo de entrada para adquisición de datos. Dos formas precursoras de OMR son las cintas de papel y las tarjetas perforadas, aunque usaban agujeros en vez de marcas de tinta en la superficie. Las cintas de papel se utilizaron desde 1857, como dispositivo de entrada para el telégrafo.

Las tarjetas perforadas fueron creadas en 1890, y usadas como dispositivo de entrada para las computadoras. El uso de tarjetas perforadas decayó rápidamente a principios de 1970, con la introducción de las computadoras personales.

Con el OMR moderno, donde la presencia de una pequeña marca de tinta es reconocida, el reconocimiento se hace mediante un escáner óptico.
El primer sensor de marcas fue el IBM 805 Test Scoring Machine; este leía las marcas midiendo la conductividad eléctrica del grafito en el papel, usando un par de pinceles de alambre que recorrían la página. A comienzos de la década de 1930, en IBM, Richard Warren experimentó con sistemas sensores de marcas ópticas para la puntuación de exámenes, como se documenta en las patentes estadounidenses 2.150.256 (presentada en 1932, concedida en 1939) y 2.010.653 (presentada en 1933, concedida en 1935).
El primer escáner exitoso fue desarrollado por Everett Franklin Lindquist, como documenta la patente estadounidenses 3.050.248 (presentada en 1955, concedida en 1962). Lindquist desarrolló numerosos exámenes educativos estandarizados, y necesitó una máquina de puntuación mejor que la entonces estándar IBM 805. Los derechos de las patentes de Lindquist estuvieron en manos del Measurement Research Center hasta 1968, cuando la Universidad de Iowa vendió la operación a Westinghouse Corporation. Westinghouse Learning Corporation fue adquirida por National Computer Systems en 1983; en 2000, Pearson Education adquirió NCS. En 2008, NCS Pearson fue adquirida por Scantron.
Durante el mismo periodo, IBM también desarrolló una exitosa máquina de detección de marcas ópticas y calificación de exámenes, como documenta la patente estadounidense 2.944.734 (presentada en 1957, concedida en 1960). IBM comercializó esta como IBM 1230 en 1962. Esta y una variedad relacionada de máquinas permitieron a IBM migrar una gran variedad de aplicaciones desarrolladas para sus máquinas de detección de marcas a la nueva tecnología óptica. Estas aplicaciones incluían una variedad de formularios para el manejo de inventarios y reporte de problemas, muchos de los cuales tenían la dimensión de una tarjeta perforada estándar.
Mientras otros competidores en el área de exámenes educativos se enfocaron en vender servicios de escaneo, Scantron Corporation, fundada en 1972, tenía un modelo diferente, distribuyendo escáneres baratos a las escuelas y obteniendo ganancias de la venta de formularios.
Como resultado, muchas personas comenzaron a pensar en todas los formularios (sean usado para detección óptica no) como formularios scantron. Scantron opera como una subsidiaria de M&F Worldwide(MFW) y provee sistemas de examen y tasación, así como servicios de recolección y análisis de datos a instituciones educativas, empresas y administraciones públicas.
El uso de OMR en sistemas de inventario ya no es común, fue principalmente una transición entre la tarjeta perforada y el código de barras.

## Aplicaciones
Existen muchas otras aplicaciones para el reconocimiento óptico de marcas, por ejemplo:
- En el proceso de la investigación institucional
- Encuestas
- Exámenes/calificación
- Evaluaciones
- Data compilation
- Evaluación de productos
- Formularios de sugerencias
- Inventarios
- Calendarios
- Formularios de subscripción
- Geocodificación

### Campos
Existen diferentes tipos de campos para proveer el formato de cuestionario deseado, algunos incluyen:
- Múltiple, donde existen varias opciones, pero solo una es elegida.
- Cuadrícula, el cual puede ser usado para indicar secuencias de números, nombres, etc.
- Suma, totaliza la respuesta a un valor simple.
- Booleano, respondiendo sí o no a todo lo que corresponda.
- Binario, respondiendo sí o no a solo uno.

### Capacidades / requisitos
Algunos sistemas de OMR requieren papel, tinta y/o un lector especial. Esto restringe el tipo de preguntas que pueden hacerse y no permite mucha variación. El progreso en el campo de OMR nos permite hoy día crear e imprimir nuestros propios formularios y usar hardware convencional. Es posible acomodar las preguntas en casi cualquier formato. Muchos sistemas de OMR alcanzan casi el 100% de precisión mientras el procesamiento sólo toma 5 milésimas de segundo en promedio. Es posible usar cuadrados, círculos, elipses, hexágonos y otras formas para la zona de marcado. El software puede ser configurado para reconocer distintos tipos de marcas, como pueden ser áreas rellenas, cruces, marcas en forma de V, o círculos (estos últimos usados en Japón).